# Hahnia zodarioides
Hahnia zodarioides är en spindelart som först beskrevs av Simon 1898.  Hahnia zodarioides ingår i släktet Hahnia och familjen panflöjtsspindlar. Inga underarter finns listade i Catalogue of Life.